# طشان
طشان قرية بحرينية من توابع البلاد القديمة.